# スーパーキャビテーション魚雷
スーパーキャビテーション魚雷（スーパーキャビテーションぎょらい、supercavitating torpedo）は、スーパーキャビテーションの効果を利用して周囲に気泡を作り水中を高速で移動する魚雷。以下は開発済みまたは開発中のスーパーキャビテーション魚雷一覧である。 
- VA-111 シクヴァル
- フート
- スーパーキャビテーション水中航走体  バラクーダ
- (無名の試作兵器)[1][2]